# Gradac (gmina Novo Goražde)
Gradac (cyr. Градац) – wieś w Bośni i Hercegowinie, w Republice Serbskiej, w gminie Novo Goražde. W 2013 roku liczyła 74 mieszkańców.